# Ashton Holmes
Ashton Holmes (Albany (New York), 17 februari 1978) is een Amerikaans acteur.

## Biografie
Holmes werd geboren in Albany (New York) en nam al op jonge leeftijd acteerlessen. Hij doorliep de high school aan de Albany Academy aldaar. In het laatste jaar nam hij deel aan een programma aan de New York State Theater Institute in New York. 
In zijn jeugd was Holmes ook actief als zanger en gitarist van de band Method of Groove. In 2004 hield de band op te bestaan, deels door een handblessure van Holmes.

## Filmografie

### Films
Uitgezonderd korte films.
- 2018 Brothers for Life - als Roman
- 2018 Imperfections - als Alex
- 2014 Only Human - als Jason Lang
- 2013 Reckless – als Wyatt Bickford
- 2013 Cold Turkey – als Jacob
- 2011 The Divide – als Adrien
- 2008 Smart People – als James Wetherhold
- 2007 What We Do Is Secret – als Rob Henley
- 2007 Normal Adolescent Behaviour – als Sean
- 2007 Wind Chill – als Guy
- 2006 Peaceful Warrior – als Tommy
- 2005 A History of Violence – als Jack Stall
- 2003 Raising Hell – als Zach Alder
- 1997 Advising Michael – als Jeff

### Televisieseries
Uitgezonderd eenmalige gastrollen.
- 2020 Bosch - als Roger Dillon - 4 afl.
- 2017 Being Mary Jane - als Garrett - 14 afl.
- 2011-2012 Revenge – als Tyler Barrol – 11 afl.
- 2010-2011 Nikita – als Thom – 12 afl.
- 2010 The Pacific – als Sidney Phillips – 7 afl.
- 2006 Boston Legal – als Scott Little – 5 afl.
- 2002-2003 One Life to Live – als Greg -  ? afl.

- Biblioteca Nacional de España: XX4585520
- Bibliothèque nationale de France: cb15737112n (data)
- Gemeinsame Normdatei: 1062434609
- International Standard Name Identifier: 0000 0000 8376 4794
- Library of Congress Control Number: no2006027532
- Nationale Bibliotheek van Israël: 987007332373505171
- Virtual International Authority File: 42171065
- WorldCat: E39PBJvRTCPvBPhyXQBBqH3YT3